# Van Horne, Iowa
Van Horne là một thành phố thuộc quận Benton, tiểu bang Iowa, Hoa Kỳ. Năm 2010, dân số của thành phố này là 682 người.

## Dân số
Dân số qua các năm:
- Năm 2000: 716 người.
- Năm 2010: 682 người.